# True Beauty
True Beauty es un reality show estadounidense en donde concursantes compiten por saber quién es el más hermoso, sin embargo, ellos piensan que son evaluados por su belleza externa cuando en realidad, los tres jueces juzgan su belleza interna. Los concursantes compiten por 100.000 dólares y una aparición en "Las 100 personas más bellas" de People. La serie es producida por Tyra Banks y Ashton Kutcher. La serie se estrenó en ABC el 5 de enero de 2009, mientras que la segunda temporada el 31 de mayo de 2010.

## Temporada 1
La primera temporada fue estrenada el 5 de enero de 2009 teniendo como jueces a Vanessa Minnillo, Nolé Marin, y Cheryl Tiegs. Terminó el 23 de febrero de 2009 nombrando como ganadora a Julia Anderson y teniendo como finalista a Joel Rush y como semifinalista a Billy Jeffrey.

## Temporada 2
La segunda temporada fue estrenada el 31 de mayo de 2010 teniendo como jueces a Vanessa Minnillo, Carson Kressley, y Beth Stern. Terminó el 19 de julio de 2010 nombrando como ganador a Taylor Bills y teniendo como finalista a Erika Othen y como semifinalista a Craig Franczyk.

## Emisiones internacionales
| País / Región  | Cadena        | Estreno              |
| -------------- | ------------- | -------------------- |
| Australia      | Seven Network | 16 de julio de 2009  |
| Países Bajos   | RTL 5         | Septiembre de 2009   |
| Hong Kong      | ATV World     | 5 de febrero de 2010 |
| Denmark        | Kanal 4       | 6 de junio de 2010   |
| Russia         | MTV Russia    | 6 de junio de 2010   |
| United Kingdom | VIVA          | 26 de julio de 2010  |
| Turkey         | ShowPlus      | 2010                 |
| Norway         | Norge Fem     | 2010                 |
| Latinoamérica  | E!            | 2010                 |
| Portugal       | MTV           | 2011                 |